# Байан Кули-хан
Байан Кули (ум. 1358) — хан западной части Чагатайского ханства с 1348 по 1358 годы. Внук Дувы.
В 1348 году Баян Кули был возведён в положение хана правителем караунов Амиром Казаганом, который фактически взял под свой контроль Чагатайский улус в 1346 году. В течение следующего десятилетия он оставался марионеткой Казагана, обладая небольшой реальной властью. В 1358 году Казаган был убит, и ему наследовал его сын Абдулла. Вскоре после своего вознесения Абдулла приказал убить Байана Кули и выбрал себе на смену новую марионетку, Шаха Темура. Смерть Байана Кули была использована врагами Абдуллы как предлог, чтобы добиться его падения в том же году.
Монголы до завоевания Мавераннахра и Семиречья были преимущественно шаманистами. Однако в XIV веке многие жители Средней Азии обратились в ислам. Байан Кули был мусульманином и верным сторонником хорасанского шейха Саиф ад-Дина Бохарси. Поэтому его и похоронили напротив могилы шейха. Мавзолей возвышается над могилой Баян Кули с 1358 года.